# Ernst Schubert (Historiker)
Ernst Schubert (* 23. Mai 1941 in Bemerode; † 18. März 2006 in Hannover) war ein deutscher Historiker. Seit 1985 war er Professor für Niedersächsische Landesgeschichte an der Universität Göttingen.

## Leben und Wirken
Ab 1960 studierte Schubert Geschichte, Germanistik, Geographie und Sozialkunde an der Universität Würzburg,  dort trat er der Landsmannschaft Alemannia Makaria Würzburg bei. Im Jahr 1967 wurde er mit einer Arbeit über die Landstände des Hochstifts Würzburg bei Hanns Hubert Hofmann promoviert. Anschließend erhielt er 1968 am Institut für fränkische Landesforschung der Universität Erlangen-Nürnberg eine Stelle als wissenschaftlicher Assistent, zunächst bei Gerhard Pfeiffer, später bei Alfred Wendehorst. Dort habilitierte er sich 1974 für Mittlere und Neuere Geschichte und Landesgeschichte. Seine Habilitationsschrift König und Reich. Studien zur spätmittelalterlichen deutschen Verfassungsgeschichte wurde mit dem Habilitationspreis des Universitätsbundes Erlangen-Nürnberg ausgezeichnet und ein Standardwerk zur spätmittelalterlichen Reichsverfassung.
Es folgten Berufungen an die Universitäten Konstanz (1980) und Göttingen (1985), dort in der Nachfolge von Hans Patze als ordentlicher Professor für niedersächsische Landesgeschichte. Zudem war Schubert Direktor des Göttinger Instituts für Historische Landesforschung. Als akademischer Lehrer betreute er 56 Dissertationen. Zu seinen akademischen Schülern gehörten unter anderem Peter Burschel, Josef Dolle, Brage Bei der Wieden, Stefan Brüdermann, Gregor Rohmann und Brigitte Streich.
Er war seit 1994 Mitherausgeber der Zeitschrift für Geschichtswissenschaft. Im Jahre 1998 wurde er zum Vorsitzenden der Historischen Kommission für Niedersachsen und Bremen gewählt; seit 1999 war er ordentliches Mitglied der Akademie der Wissenschaften zu Göttingen. Im Jahr 1998 erhielt er den Niedersachsenpreis für Wissenschaft für den Band II,1 des Handbuches der Geschichte Niedersachsen. Schubert war Mitbegründer der Internetzeitschrift Concilium Medii Aevi. Im Jahr 2000 wurde er zum ordentlichen Mitglied der Historischen Kommission für Westfalen gewählt. Er starb zwei Monate vor seinem 65. Geburtstag am 18. März 2006 in seiner Heimatstadt Hannover.
Seine Forschungsschwerpunkte waren die niedersächsische Landesgeschichte, die Sozial- und Verfassungsgeschichte des Mittelalters und der frühen Neuzeit sowie die Umweltgeschichte. Er veröffentlichte eine umfangreiche Studie über die Königsabsetzungen im Reich. Schubert war als Nachfolger von Hans Patze Herausgeber des auf fünf Bände in sieben Teilbänden angelegten Reihenwerkes Geschichte Niedersachsens, wobei er den ersten Teilband des zweiten Bandes Politik, Verfassung, Wirtschaft vom 9. bis zum ausgehenden 15. Jahrhundert zum überwiegenden Teil selbst verfasste. Schubert arbeitete bis kurz vor seinem Tod an einer Studie zu Verbrechen und Strafe. Das 2007 veröffentlichte Buch Räuber, Henker, arme Sünder. Verbrechen und Strafe im Mittelalter konnte Schubert in dieser Weise nicht mehr vollenden.

## Schriften (Auswahl)
Schriftenverzeichnis
- Ursula Geller, Siegfried Schütz: Schriftenverzeichnis von Ernst Schubert. In: Peter Aufgebauer, Christine van den Heuvel (Hrsg.): Herrschaftspraxis und soziale Ordnungen im Mittelalter und in der frühen Neuzeit. Ernst Schubert zum Gedenken (= Veröffentlichungen der Historischen Kommission für Niedersachsen und Bremen. Band 232). Hahn, Hannover 2006, ISBN 3-7752-6032-3, S. 575–591.

Monographien
- Die Landstände des Hochstifts Würzburg. Schöningh, Würzburg 1967.
- Academiae Herbipolensis Fontes – Friedrich Anton Leopold Reuss und seine Materialien zur Geschichte der Universität Würzburg (= Quellen und Beiträge zur Geschichte der Universität Würzburg. Beiheft 3). Jäger, Würzburg 1967.
- Materielle und organisatorische Grundlagen der Würzburger Universitätsentwicklung 1582–1821. Ein rechts- und wirtschaftshistorischer Beitrag zu einer Institutionengeschichte (= Quellen und Beiträge zur Geschichte der Universität Würzburg. Band 4). Degener, Neustadt/Aisch 1973, ISBN 3-7686-9005-9.
- König und Reich. Studien zur spätmittelalterlichen deutschen Verfassungsgeschichte (= Veröffentlichungen des Max-Planck-Instituts für Geschichte. Band 63). Vandenhoeck & Ruprecht, Göttingen 1979, ISBN 3-525-35375-8.
- Arme Leute, Bettler und Gauner im Franken des 18. Jahrhunderts. 2. Auflage. Degener, Neustadt an der Aisch 1990, ISBN 3-7686-9104-7.
- Einführung in die deutsche Geschichte im Spätmittelalter. 2., bibliographisch aktualisierte Auflage. Primus-Verlag, Darmstadt 1998, ISBN 3-89678-313-0.
- Fahrendes Volk im Mittelalter. Verlag für Regionalgeschichte, Bielefeld 1995, ISBN 3-89534-155-X.
- Fürstliche Herrschaft und Territorium im späten Mittelalter (= Enzyklopädie Deutscher Geschichte. Band 35). Oldenbourg, München 1996, ISBN 3-486-55042-X.
- Politik, Verfassung, Wirtschaft vom 9. bis zum ausgehenden 15. Jahrhundert (= Geschichte Niedersachsens. Band II, 1). Hahnsche Buchhandlung, Hannover 1997, ISBN 3-7752-5900-7.
- mit Gerd Althoff, Hans-Werner Goetz: Menschen im Schatten der Kathedrale. Neuigkeiten aus dem Mittelalter. Wissenschaftliche Buchgesellschaft, Darmstadt 1998, ISBN 3-89678-090-5.
- Alltag im Mittelalter. Natürliches Lebensumfeld und menschliches Miteinander. Wissenschaftliche Buchgesellschaft, Darmstadt 2002, ISBN 3-534-15999-3.
- Königsabsetzung im deutschen Mittelalter – Eine Studie zum Werden der Reichsverfassung (= Abhandlungen der Akademie der Wissenschaften zu Göttingen, Philologisch-Historische Klasse. Folge 3. Band 267). Vandenhoeck & Ruprecht, Göttingen 2005, ISBN 3-525-82542-0 (Rezension).
- Fress- und Sauffgrewel? Was man im Mittelalter aß und trank. Wissenschaftliche Buchgesellschaft, Darmstadt 2005.
- Essen und Trinken im Mittelalter. Wissenschaftliche Buchgesellschaft, Darmstadt 2006, ISBN 3-534-19897-2.
- Räuber, Henker, arme Sünder. Verbrechen und Strafe im Mittelalter. Wissenschaftliche Buchgesellschaft, Darmstadt 2007, ISBN 978-3-89678-612-8.